# Wielopole (Nowy Sącz)
Pour les articles homonymes, voir Wielopole.
Wielopole est un village de Pologne, situé dans la gmina de Chełmiec, dans le Powiat de Nowy Sącz, dans la Voïvodie de Petite-Pologne dans le Sud de la Pologne.

## Source
- (en) Cet article est partiellement ou en totalité issu de l’article de Wikipédia en anglais intitulé « Wielopole, Nowy Sącz County » (voir la liste des auteurs).

1. ↑  (pl) « Gmina Chełmiec (małopolskie) » mapy, GUS, nieruchomości, szkoły, regon, kody pocztowe, bezrobocie, wypadki drogowe, wynagrodzenie, zarobki, tabele, edukacja, demografia, przedszkola, statystyki », sur Polska w liczbach (consulté le 21 juillet 2025)